# Шандрівський заказник (ентомологічний)
Ша́ндрівський заказник — ентомологічний заказник місцевого значення в Україні. Розташований поблизу села Шандрівка Юр'ївського району Дніпропетровської області. 
Площа 101 га. Статус присвоєно згідно з рішенням облвиконкому 14.10.1982 року № 654, зміни розпорядження 19.12.1995 року № 50-Р. Перебуває у віданні: Юр'ївська райдержадміністрація. 
Статус присвоєно для збереження ділянки зі степовою та чагарниковою нектароносною рослинністю та сприятливими умовами для життя диких бджіл і джмелів.